# Grüße vom Mars
Grüße vom Mars ist ein Kinderspielfilm der Regisseurin Sarah Winkenstette aus dem Jahr 2024. Das Drehbuch schrieben die Autoren Sebastian Grusnick und Thomas Möller. Nach den Festivalpremieren 2024 ist der Kinostart für den 8. Mai 2025 vorgesehen.

## Handlung
Der zehnjährige Autist Tom ist fasziniert vom Weltall und träumt davon, Astronaut zu werden. Doch bevor er zum Mars aufbrechen kann, steht eine ganz andere Herausforderung bevor: Die Sommerferien bei seinen Großeltern auf dem Land. Toms geordnete Welt gerät ins Wanken, denn er mag weder Veränderungen noch Lärm – und erst recht nicht die Farbe Rot. Seine Mutter, die für einige Zeit ins Ausland muss, macht ihm jedoch Mut: Wer es bei Oma und Opa schafft, schafft es überall. Also begibt sich Tom auf eine persönliche „Weltraummission“, die ihn vor ungewohnte Situationen stellt. Zusammen mit seinen älteren Geschwistern Elmar und Nina navigiert er durch das turbulente Leben der Großeltern, entdeckt neue Perspektiven und erkennt, dass auch das Unbekannte seine Reize haben kann.

## Produktion
Grüße vom Mars ist eine Koproduktion der Firmen Leitwolf Filmproduktion mit Kinescope Film. Gefördert wurde die Produktion von MOIN Filmförderung Hamburg Schleswig-Holstein, nordmedia – Film- und Mediengesellschaft Niedersachsen/Bremen mbH, der Filmförderungsanstalt, des BKM, der Film- und Medienstiftung NRW, DFFF. In der Entstehung gab es eine Zusammenarbeit mit dem NDR, dem Hessischen Rundfunk und dem KiKa.

## Auszeichnungen
Luxembourg City Film Festival 2025
- Auszeichnung mit dem Kids’ Jury Award (Sarah Winkenstette)[3]

Goldener Spatz - Deutsches Kinder Medien Festival 2024
- Auszeichnung mit dem Besten Darsteller (Theo Kretschmer)[4]